# Ahmad Amsyar Azman
Ahmad Amsyar Azman (28 agosto 1992) è un tuffatore malese.

## Biografia
Ai Giochi asiatici di Incheon 2015 ha vinto la medaglia d'argento nel trampolino 3 metri.
Ha rappresentato la nazionale malese ai Giochi olimpici di Rio de Janeiro 2016 nel concorso dei tuffi dal trampolino 3 metri.

## Palmarès
- Giochi asiatici

Incheon 2015: argento nel trampolino 3 m